# Eleonora Cantamessa
Eleonora Cantamessa (Trescore Balneario, 27 febbraio 1969 – Chiuduno, 8 settembre 2013) è stata un medico italiano, medaglia d'oro al valor civile.
Perse la vita tragicamente l'8 settembre del 2013, investita da un'auto mentre era intenta a soccorrere un ferito in territorio di Chiuduno, pochi minuti prima delle 23. Era sorella del direttore generale della Fondazione FS Italiane Luigi Cantamessa.

## Biografia
Dopo gli anni del Liceo, la famiglia avrebbe voluto avviarla alla carriera di commercialista, presso lo studio di uno zio materno. Decide, invece, di intraprendere studi di Medicina. Consegue la laurea con i massimi voti il 15 marzo del 1995 e, successivamente, la specializzazione in Ostetricia e Ginecologia presso l'Università degli studi di Brescia, nel dicembre del 1999. Nei mesi successivi presta servizio come medico libero professionista presso l'Istituto Clinico Sant'Anna di Brescia e nel suo ambulatorio, collaborata dalla madre. Presso lo studio privato ha sempre prestato assistenza, anche gratuita, a donne bisognose, in particolare indigenti ed immigrate.
La sua vita si interruppe tragicamente l'8 settembre del 2013, a soli 44 anni, a causa di un gravissimo episodio di cronaca che sconvolse l'opinione pubblica nazionale.

### L'incidente
Alle ore 23 circa, Eleonora stava percorrendo la strada provinciale 91 bis, in territorio di Chiuduno, a bordo della propria automobile in compagnia di un amico. Notando una persona ferita sul ciglio della strada, il medico, per alto senso del dovere, decide di accostare e prestare soccorso. L'uomo era Baldev Kumar, un extracomunitario di origine indiana pestato da alcuni connazionali. Mentre stava richiedendo telefonicamente l'intervento dei sanitari del Nue 112, la dottoressa venne violentemente travolta da una Golf guidata dal fratello di Baldev, Vicky Vicky, 25 anni, a una velocità di almeno 90 km/h. La giovane donna muore sul colpo a causa delle gravi lesioni riportate - così come Baldev Kumar - mentre l'investitore si dà alla fuga andandosi a schiantare contro altre vetture, ferendo altri due giovani che stavano facendo ritorno a casa. Il bilancio di quella notte fu, alla fine, di due morti e di otto feriti.

### Le indagini e il processo
Sul luogo dell'incidente, oltre ai familiari di Eleonora Cantamessa, giunsero anche i militari dell'Arma dei Carabinieri di Grumello. Le indagini si orientarono subito verso l'ipotesi di un regolamento di conti tra extracomunitari. Nel corso degli accertamenti e dei successivi interrogatori, emersero particolari agghiaccianti: dall'auto che ha travolto e ucciso la giovane donna, o da un'altra che faceva parte dello stesso gruppo, sarebbero scesi tre immigrati che hanno picchiato e aggredito i presenti per poi dileguarsi.
Nel corso del processo, che ha visto sul banco degli imputati, tra gli altri, l'indiano Vicky Vicky, furono proiettati dei video registrati dalle telecamere della zona, che mettevano a fuoco ogni attimo di quella tragica serata, dall'arrivo di Eleonora Cantamessa, che si ferma in via Kennedy per soccorrere il ferito, al tragico schianto. Particolare commozione suscitò nell'opinione pubblica, la registrazione integrale (poi resa pubblica anche da numerose testate giornalistiche) della telefonata intercorsa tra la dottoressa e gli operatori del Nue 112.
Giudicato colpevole, con sentenza emessa dalla corte d'assise di Bergamo, Vicky Vicky è stato condannato in primo grado a 23 anni e 20 giorni di reclusione in carcere per l'omicidio di Eleonora Cantamessa, pena confermata dalla corte d'appello di Brescia nel marzo del 2016, e in Cassazione il 18 luglio del 2017.
Al termine del processo d'appello, Mariella Armati, madre della giovane dottoressa, ha dichiarato che la famiglia non avrebbe intentato nessun ricorso perché stanca di processi e tribunali, non nascondendo la propria amarezza per l'esiguità della pena inflitta all'omicida.

### Riconoscimenti ufficiali
La tragica storia che ha avuto per sfortunata protagonista Eleonora Cantamessa ha commosso l'intero paese, al punto da essere soprannominata "dottoressa coraggio". Sin dalle settimane immediatamente successive alla sua morte, numerosi sono stati premi e riconoscimenti ufficiali attribuiti in sua memoria:
- Ottobre 2013: conferita medaglia d'oro alla memoria durante il congresso nazionale A.O.G.O.I. (ostetrici/ginecologi).
- Dicembre 2013: Concerto per Eleonora "Piccoli Musici" - Casazza (BG) - Direttore Mario Mora.
- Dicembre 2013: U.N.C.I. - "Cavalieri d'Italia" - Premio della bontà.
- Dicembre 2013: Premio Bulloni, attribuito dal comune di Brescia.
- Dicembre 2013: riconoscimento "Donna dell'anno", attribuito da "L'eco di Bergamo".
- Dicembre 2013: "Premio Ippocrate per la vita", Milano.
- 5 dicembre 2013: istituite da parte della Giunta della Regione Lombardia tre borse di studio alla memoria di Eleonora.
- 5 dicembre 2013: intitolazione Ospedale "S. Isidoro" di Trescore Balneario.
- Marzo 2014: Città di Recco: "Recco città della vita per Eleonora".
- Marzo 2014: ordine del giorno del Presidente del Consiglio Comunale di Bergamo per Eleonora Cantamessa.
- Marzo 2014: "Premio Donna 2013" - Arconate (MI).
- Aprile 2014: "Premio in memoria di Eleonora" - ANPI di Ventimiglia.
- Aprile 2014: "Premio San Giovanni XXIII - Serina (BG).
- 9 maggio 2014: nasce il "Fondo per Eleonora" presso la Comunità Opera Bergamasca.
- 22 maggio 2014: riconoscimento internazionale "Santa Rita" - Cascia.
- 29 maggio 2014: riconoscimento internazionale "Paul Harris Fellow" da parte del Rotary International di Torino.
- 4 giugno 2014: intitolazione Reparto Ginecologia/Ostetricia dell'Istituto Clinico Sant'Anna di Brescia.
- Novembre 2014: istituita la "Borsa di studio Eleonora Cantamessa", promossa da Cassa Galeno per sostenere i progetti di giovani medici[10]
- 18 ottobre 2014: cerimonia di commemorazione organizzata dall'Ordine dei Medici a Duno (VA) durante la quale è stato posto il suo nome sulla lapide all'interno del Sacrario del Tempio del medico d'Italia.
- 18 ottobre 2014: a Chiuduno è stato piantato un albero di ulivo collocato nei pressi del luogo dell'incidente.
- 16 gennaio 2016: incontro al Quirinale tra i familiari e il Presidente della Repubblica Sergio Mattarella.
- 3 maggio 2016: intitolazione dell'asilo comunale di Trescore Balneario.
- Settembre 2016: intitolazione sede Auser di Trescore Balnerario.
- 26 ottobre 2016: il Presidente Sergio Mattarella consegna una Medaglia d'Oro "Al Merito della Sanità Pubblica" alla memoria della dott.ssa Eleonora Cantamessa nelle mani della madre Mariella[11].